# صنایع کادنس
صنایع کادنس (انگلیسی: Cadence Industries) شرکت داروسازی آمریکایی بود، که در سال ۱۹۶۲ توسط مارتین آکرمن تأسیس شد.